# Hindujski tempelj
Hindujski tempelj ali mandir, devasthana, pura, gudi, koil ali kovil v različnih indijskih jezikih je zgradba, zasnovana za združevanje hindujcev in bogov prek čaščenja, žrtvovanja in predanosti, ki velja za božjo hišo komu je posvečen. Simbolika in zgradba hindujskega templja sta zakoreninjena v vedski tradiciji, ki vključuje kroge in kvadrate. Predstavlja tudi rekurzijo in predstavitev enakovrednosti makrokozmosa in mikrokozmosa z astronomskimi številkami in s »specifičnimi poravnavami, povezanimi z geografijo kraja in domnevnimi povezavami božanstva in pokrovitelja«. Tempelj združuje vse elemente hindujskega kozmosa – predstavlja dobro, zlo in človeško, pa tudi elemente hindujskega občutka cikličnega časa in bistva življenja – simbolično predstavlja darmo, arto, kāmo, mokšo in karmo.
Duhovna načela, ki so simbolično predstavljena v hindujskih templjih, so podana v starodavnih sanskrtskih besedilih Indije (na primer Vede in Upanišade), medtem ko so njihova strukturna pravila opisana v različnih starodavnih sanskrtskih razpravah o arhitekturi (Bṛhat Saṃhitā, Vāstu Śāstras). Postavitev, motivi, načrt in gradbeni proces recitirajo starodavne obrede, geometrijske simbolike in odražajo prepričanja in vrednote, prirojene v različnih šolah hinduizma. Hindujski tempelj je duhovni cilj za mnoge hindujce, pa tudi znamenitosti, okoli katerih so cvetele starodavne umetnosti, skupnostna praznovanja in gospodarstvo.
Hindujski templji so na voljo v številnih slogih, stojijo na različnih lokacijah, uporabljajo različne metode gradnje in so prilagojeni različnim božanstvom in regionalnim prepričanjem, vendar si skoraj vsi delijo določene temeljne ideje, simboliko in teme. Najdemo jih v južni Aziji, zlasti v Indiji in Nepalu, Bangladešu, Pakistanu, Šrilanki, v državah jugovzhodne Azije, kot so Kambodža, Vietnam, Malezija in Indonezija in državah, kot so Kanada, Fidži, Francija, Gvajana, Kenija, Mavricij, Nizozemska, Južna Afrika, Surinam, Tanzanija, Trinidad in Tobago, Uganda, Združeno kraljestvo, Združene države Amerike in druge države s precejšnjim deležem hindujskega prebivalstva. Trenutno stanje in zunanji videz hindujskih templjev odražata umetnost, materiale in modele, ki so se razvijali v dveh tisočletjih; odražajo tudi učinek konfliktov med hinduizmom in islamom od 12. stoletja dalje. Swaminarayanan Akshardham v Robbinsvillu v New Jerseyju med metropolitanskima območjema New Yorka in Philadelphie je bil leta 2014 slovesno odprt kot eden največjih hindujskih templjev na svetu.

## Pomembnost in pomen templja
Hindujski tempelj odraža sintezo umetnosti, idealov darme, prepričanj, vrednot in načina življenja, ki ga je negoval hinduizem. Je povezava med človekom, božanstvi in univerzalno Puruṣa v svetem prostoru. Predstavlja trojno znanje (traji-vidja – pomeni znanost, učenje, znanje in učenost) vedske vizije s preslikavo odnosov med kozmosom (brahmaṇḍa) in celico (pinda) z edinstvenim načrtom, ki temelji na astronomskih številkah. Subhash Kak vidi obliko templja in njegovo ikonografijo kot naravno razširitev vedske ideologije, povezane s ponavljanjem, spremembo in enakovrednostjo.
V starodavnih indijskih besedilih je tempelj romarski kraj, v Indiji znan kot Tirtha (pomeni 'prečkanje, prehod'). To je sveto mesto, katerega ambient in zasnova poskušata simbolično zgostiti idealna načela hindujskega načina življenja. Vsi kozmični elementi, ki ustvarjajo in vzdržujejo življenje, so prisotni v hindujskem templju – od ognja do vode, od podob narave do božanstev, od ženskega do moškega, od minljivih zvokov in vonjav kadila do večnosti in univerzalnosti v jedru. templja.
Susan Lewandowski pravi, da je temeljno načelo v hindujskem templju prepričanje, da so vse stvari eno, da je vse povezano. Romarja sprejmejo 64- ali 81-mrežni matematično strukturirani prostori, mreža umetnosti, stebri z rezbarijami in kipi, ki prikazujejo in slavijo štiri pomembna in potrebna načela človeškega življenja – prizadevanje za arto (blaginja, bogastvo), kama (užitek, seks), darma (vrline, etično življenje) in mokša (sprostitev, samospoznanje). V središču templja, običajno pod in včasih nad ali poleg božanstva, je zgolj votel prostor brez okrasja, ki simbolično predstavlja Purušo, vrhovni princip, sveto univerzalno, eno brez oblike, ki je prisotno povsod, povezuje vse, in je bistvo vseh. Hindujski tempelj naj bi spodbujal razmišljanje, olajšal čiščenje uma in sprožil proces notranjega spoznanja v bhakti. Poseben proces je prepuščen šoli verovanja bhakte. Primarno božanstvo različnih hindujskih templjev se razlikuje, da odraža ta duhovni spekter.
V hindujski tradiciji ni ločnice med posvetnim in samotnim svetim. V istem duhu hindujski templji niso le sveti prostori; so tudi posvetni prostori. Njihov pomen in namen sta se razširila onkraj duhovnega življenja na družbene obrede in vsakdanje življenje ter tako ponudila družbeni pomen. Nekateri templji so služili kot prizorišče za označevanje festivalov, praznovanje umetnosti s plesom in glasbo, poroko ali spomin na poroke, rojstvo otroka, druge pomembne življenjske dogodke ali smrt ljubljene osebe. V političnem in gospodarskem življenju so hindujski templji služili kot prizorišče nasledstva znotraj dinastij in mejniki, okoli katerih je uspevala gospodarska dejavnost.

## Oblike in dizajni hindujskih templjev
Skoraj vsi hindujski templji imajo dve obliki: hišo ali palačo. Tempelj na temo hiše je preprosto zatočišče, ki služi kot dom božanstva. Tempelj je kraj, kjer bhakta obišče, tako kot bi obiskal prijatelja ali sorodnika. Pāṇini omenja uporabo premičnih in nepremičnih podob (murti – nabožna podoba, kot je kip, ikona ali idol božanstva ali svetnika). V hinduistični šoli Bhakti so templji prizorišča za pujo – ritual čaščenja, kjer je božanstvo počaščeno in kjer ga bhakta pokliče, se mu posveti in se z njim poveže. V drugih šolah hinduizma lahko oseba preprosto izvaja japo (meditativno ponavljanje mantre ali božjega imena) ali meditacijo ali jogo ali introspekcijo v svojem templju. Templji na temo palač pogosto vključujejo bolj dovršeno in monumentalno arhitekturo.

### Lokacija
Primerno mesto za tempelj nakazujejo starodavna sanskrtska besedila, je blizu vode in vrtov, kjer cvetijo lotosi in rože, kjer se slišijo labodi, race in druge ptice, kjer živali počivajo brez strahu pred poškodbami ali škodo. Ta harmonična mesta so bila v teh besedilih priporočena z razlago, da so takšna mesta, kjer se igrajo bogovi in zato najboljše mesto za hindujske templje.
Medtem ko so večji hindujski templji priporočljivi ob sangamih (sotočjih rek), rečnih bregovih, jezerih in morski obali, Brhat Samhita in Purana predlagajo, da se templje lahko zgradi tudi tam, kjer ni naravnega vira vode. Tudi tukaj priporočajo, da se zgradi ribnik po možnosti pred ali levo od templja z vodnimi vrtovi. Če voda ni prisotna ne naravno ne načrtno, je voda simbolično prisotna ob posvetitvi templja ali božanstva. Visnudharmotara v III. delu 93. poglavja lahko gradi tudi templje v jamah in izklesanih skalah, na vrhovih hribov, ki ponujajo miren razgled, na gorskih pobočjih s pogledom na čudovite doline, v gozdovih in puščavnikih, poleg vrtov ali na vrhu mestne ulice.

### Priročniki
Starodavni graditelji hindujskih templjev so ustvarili arhitekturne priročnike, imenovane Vastu-Sastra (dobesedno »znanost« o bivanju; vas-tu je sestavljena sanskrtska beseda; vas pomeni »prebivati«, tu pomeni »ti«); ti vsebujejo Vastu-Vidja (dobesedno, znanje o bivanju) in Sastra, kar pomeni sistem ali znanje v sanskrtu. Obstaja veliko Vastu-Saster o umetnosti gradnje templjev, kot je ena od Thakkura Pheruja, ki opisuje, kje in kako naj bi bili templji zgrajeni. Priročniki Vastu-Sastra so vključevali poglavja o gradnji domov, urbanističnem načrtovanju in o tem, kako so učinkovite vasi, mesta in kraljestva v njih vključili templje, vodna telesa in vrtove, da bi dosegli harmonijo z naravo. Čeprav ni jasno, pravi Barnett ali so bila ta besedila o templju in urbanizmu teoretične študije in ali oziroma kdaj so bila pravilno izvedena v praksi, priročniki kažejo, da so bili urbanistično načrtovanje in hindujski templji zasnovani kot ideali umetnosti in sestavni del hindujskega družbenega in duhovnega življenja.
Silpa Prakasa iz Odiše, avtor Ramacandra Bhattaraka Kaulacara v 9. ali 10. stoletju našega štetja, je še ena sanskrtska razprava o tempeljski arhitekturi. Silpa Prakasa opisuje geometrijska načela v vseh vidikih templja in simbolike, kot je 16 čustev človeških bitij, izrezljanih kot 16 vrst ženskih figur. Ti slogi so bili izpopolnjeni v hindujskih templjih, razširjenih v vzhodnih državah Indije. Druga najdena starodavna besedila razširjajo ta arhitekturna načela in kažejo, da so različni deli Indije razvili, izumili in dodali svoje lastne interpretacije. Na primer, v Saurastri, tradiciji gradnje templjev, ki jo najdemo v zahodnih zveznih državah Indije, so ženska oblika, izrazi in čustva prikazani v 32 vrstah Nataka-stri v primerjavi s 16 vrstami, opisanimi v Silpa Prakasa. Silpa Prakasa ponuja kratek uvod v 12 vrst hindujskih templjev. Druga besedila, kot sta Pancaratra Prasada Prasadhana, ki jo je zbral Daniel Smith in Silpa Ratnakara, ki jo je zbral Narmada Sankara, zagotavljajo obširnejši seznam vrst hindujskih templjev.
Starodavni sanskrtski priročniki za gradnjo templja, odkriti v Radžastanu, v severozahodni regiji Indije, vključujejo Prasadamandano Sutradhare Mandane (dobesedno priročnik za načrtovanje in gradnjo templja). Manasara, besedilo južnoindijskega izvora, ki naj bi bilo v obtoku do 7. stoletja našega štetja, je vodnik o načrtovanju in gradnji južnoindijskega templja. Isanasivagurudeva paddhati je še en sanskrtski tekst iz 9. stoletja, ki opisuje umetnost gradnje templjev v Indiji v južni in osrednji Indiji. V severni Indiji je Brihat-samhita Varāhamihira pogosto citiran starodavni sanskrtski priročnik iz 6. stoletja, ki opisuje načrtovanje in gradnjo hindujskih templjev v slogu Nagara.

### Tloris
Zasnova hindujskega templja sledi geometrijski zasnovi, imenovani vastu-puruša-mandala. Ime je sestavljena sanskrtska beseda s tremi najpomembnejšimi komponentami načrta. Mandala pomeni krog, puruša je univerzalna esenca v jedru hindujske tradicije, medtem ko Vastu pomeni bivališče. Vastu-puruša-mandala je jantra, zasnova, ki postavlja hindujski tempelj v simetrično, samoponavljajočo se strukturo, ki izhaja iz osrednjih prepričanj, mitov, kardinalnosti in matematičnih načel.
Štiri kardinalne smeri pomagajo ustvariti os hindujskega templja, okoli katere se oblikuje popoln kvadrat v razpoložljivem prostoru. Krog mandale obkroža kvadrat. Kvadrat velja za božanskega zaradi svoje popolnosti in kot simbolni produkt znanja in človeške misli, medtem ko krog velja za zemeljskega, človeškega in opazovanega v vsakdanjem življenju (luna, sonce, obzorje, vodna kapljica, mavrica). Vsak podpira drugega. Kvadrat je razdeljen na popolnih 64 (ali v nekaterih primerih 81) podkvadratov, imenovanih pada. Vsaka pada je konceptualno dodeljena simbolnemu elementu, včasih v obliki božanstva. Osrednji kvadrat(-i) 64- ali 81-mreže je posvečen Brahmanu (ne smemo ga zamenjevati z brahmani, razredom učenjakov in duhovnikov v Indiji) in se imenujejo Brahma padas.
49-mrežna zasnova se imenuje Sthandila in je zelo pomembna pri kreativnem izražanju hindujskih templjev v južni Indiji, zlasti v Prakarah. Simetrične mreže Vastu-puruša-mandala so včasih združene, da tvorijo nadgradnjo templja z dvema ali več pritrjenimi kvadrati. Templji so obrnjeni proti sončnemu vzhodu in vhod za bhakte je običajno na tej vzhodni strani. Mandala pada, obrnjena proti sončnemu vzhodu, je posvečena Surji, bogu sonca. Surja pada obdajata pada Satja, božanstvo resnice, na eni strani in Indra, kralj polbogov, na drugi strani. Vzhodna in severna stran večine templjev predstavlja mešanico bogov in polbogov; medtem ko zahod in jug prikazujeta demone in polbogove, povezane s podzemljem. Ta načrt in simbolika vastu-puruša-mandala je sistematično vidna v starodavnih hindujskih templjih na indijski podcelini kot tudi v tistih v jugovzhodni Aziji, z regionalno ustvarjalnostjo in različicami.
Pod osrednjim kvadratom(-i) mandale je prostor za vseprežemajočega, vsepovezujočega Univerzalnega duha, najvišjo resničnost, purušo. Ta prostor je včasih znan kot garbha-grija (dobesedno »hiša maternice«) – majhen, popoln kvadrat, brez oken, zaprt prostor brez okraskov, ki predstavlja univerzalno bistvo. V tem prostoru ali blizu njega je običajno kultna podoba – čeprav jo mnogi Indijci mimogrede imenujejo idol, je bolj uradno znana kot murti ali glavno božanstvo, vredno čaščenja, ki se razlikuje od vsakega templja. Pogosto ta murti daje templju lokalno ime, kot je Višnujev tempelj, Krišnin tempelj, Rama tempelj, Narajana tempelj, Šivin tempelj, Lakšminin tempelj, Ganešov tempelj, Durga tempelj, Hanumanov tempelj, Surja tempelj itd. To garbha-grija je tisto, kar bhakte iščejo za daršano (dobesedno, pogled znanja ali vizija).
Nad vastu-puruša-mandalo je nadgradnja s kupolo, imenovana šikara v severni Indiji in vimana v južni Indiji, ki se dviga proti nebu. Včasih se lahko v improviziranih templjih kupola nadomesti s simboličnim bambusom z nekaj listi na vrhu. Kupola navpične dimenzije je zasnovana kot piramida, stožec ali druga gori podobna oblika, ponovno z uporabo principa koncentričnih krogov in kvadratov. Znanstveniki domnevajo, da je ta oblika navdihnila kozmična gora Meru ali himalajska Kailaš, bivališče bogov, po vedski mitologiji.
V večjih templjih je osrednji prostor običajno obdan z ambulatorijem, kjer se bhakta lahko sprehaja in obredno obkroži purušo, univerzalno esenco. Pogosto je ta prostor vizualno okrašen z rezbarijami, slikami ali podobami, ki naj bi navdihnile bhakte. V nekaterih templjih so lahko te slike zgodbe iz hindujskih epov; v drugih so lahko vedske zgodbe o dobrem in napačnem ali vrlinah in slabostih; v spet drugih pa so lahko murtiji lokalno čaščenih božanstev. Tudi stebri, stene in stropi imajo običajno bogato okrašene rezbarije ali podobe štirih pravičnih in potrebnih življenjskih ciljev – kama, arta, darma in mokša. Ta sprehod naokoli se imenuje pradakšina.
Veliki templji imajo tudi dvorane s stebri, imenovane mandapa, od katerih ena na vzhodni strani služi kot čakalnica za romarje in bhakte. Mandapa je lahko ločena struktura v starejših templjih, v novejših templjih pa je ta prostor integriran v nadgradnjo templja. Območja megatempljev imajo glavni tempelj, obdan z manjšimi templji in svetišči, vendar so ti še vedno urejeni po načelih simetrije, mrež in matematične natančnosti. Pomemben princip, ki ga najdemo v postavitvi hindujskih templjev, je zrcaljenje in ponavljanje fraktalne strukture oblikovanja, pri čemer je vsaka edinstvena, a hkrati ponavlja osrednje skupno načelo, ki ga Susan Lewandowski imenuje »organizem ponavljajočih se celic«.
Starodavna besedila o načrtovanju hindujskih templjev, vāstu-puruša-mandala in Vastu Śāstras, se ne omejujejo na načrtovanje hindujskega templja. Tempelj opisujejo kot holistični del svoje skupnosti in postavljajo različna načela in raznolikost alternativnih načrtov za ureditev doma, vasi in mesta skupaj s templjem, vrtovi, vodnimi telesi in naravo.
Izjeme od načela kvadratne mreže
Pretežno število hindujskih templjev izkazuje načelo mreže popolnega kvadrata. Vendar pa obstaja nekaj izjem. Na primer, Telika Mandir v Gvaliorju, zgrajen v 8. stoletju našega štetja, ni kvadrat, ampak pravokotnik v razmerju 2:3. Poleg tega tempelj raziskuje številne strukture in svetišča v razmerjih 1:1, 1:2, 1:3, 2:5, 3:5 in 4:5. Ta razmerja so natančna, kar nakazuje, da je arhitekt nameraval uporabiti ta harmonična razmerja, pravokotni vzorec pa ni bil napaka niti samovoljni približek. Druge primere nekvadratnih harmoničnih razmerij najdemo v templju Naresar v Madja Pradeš in v templju Nakti-Mata blizu Džaipurja v Radžastanu. Michael Meister meni, da te izjeme pomenijo, da so bili starodavni sanskrtski priročniki za gradnjo templjev smernice, hinduizem pa je svojim obrtnikom dovoljeval fleksibilnost v izražanju in estetsko neodvisnost.

## Simbolika
Hindujski tempelj je simbolična rekonstrukcija vesolja in univerzalnih principov, ki omogočajo, da vse v njem deluje. Templji odražajo hindujsko filozofijo in njene raznolike poglede na vesolje in resnico.
Hinduizem nima tradicionalnega cerkvenega reda, centraliziranih verskih avtoritet, nobenega upravnega organa, nobenega preroka niti nobene obvezujoče svete knjige razen Ved; Hindujci se lahko odločijo, ali bodo politeisti, panteisti, monoteisti ali ateisti. Within this diffuse and open structure, spirituality in Hindu philosophy is an individual experience, and referred to as kṣaitrajña (Sanskrit: क्षैत्रज्ञ)). It defines spiritual practice as one's journey towards moksha, awareness of self, the discovery of higher truths, true nature of reality, and a consciousness that is liberated and content. Znotraj te razpršene in odprte strukture je duhovnost v hindujski filozofiji individualna izkušnja in se imenuje kṣaitrajña (sanskrt क्षैत्रज्ञ)). Duhovno prakso opredeljuje kot posameznikovo potovanje proti mokši, zavedanju samega sebe, odkrivanju višjih resnic, resnične narave realnosti ter zavesti, ki je osvobojena in zadovoljna. Hindujski tempelj odraža ta temeljna prepričanja. Osrednje jedro skoraj vseh hindujskih templjev ni velik skupni prostor; tempelj je zasnovan za posameznika, par ali družino – majhen zasebni prostor, ki obiskovalcem omogoča izkušnjo darsane.
Darsana je sama po sebi simbolična beseda. V starodavnih hindujskih zapisih je darsana ime šestih metod ali alternativnih pogledov na razumevanje resnice. To so Njaja, Vaisesika, Sankhja, Joga, Mimamsa in Vedanta – ki so se razcvetele v posamezne šole hinduizma, od katerih vsaka velja za veljavno, alternativno pot do razumevanja resnice in doseganja samouresničitve v hindujskem načinu življenja.
Od imen do oblik, od podob do zgodb, vklesanih v stene templja, simbolika je povsod v hindujskem templju. Življenjska načela, kot so iskanje veselja, povezanosti in čustvenega užitka (kama), so v hindujskih templjih zlita v mistične, erotične in arhitekturne oblike. Ti motivi in načela človeškega življenja so del svetih besedil hindujcev, kot so njihove Upanišade; templji izražajo ta ista načela v drugačni obliki, skozi umetnost in prostore. 
Simbolična je tudi arhitektura hindujskih templjev. Celotna zgradba združuje vsakdanje življenje in okolico z božanskimi koncepti skozi zgradbo, ki je odprta, a dvignjena na terasi, prehaja iz posvetnega v sveto, vabi obiskovalca navznoter in navzgor proti Brahma padi, osrednje jedro templja, simbolni prostor, ki ga zaznamuje zvonik (šikhara, vimana). Starodavni templji so imeli veličastne, zapleteno izrezljane vhode, vendar brez vrat in niso imeli mejnega zidu. V večini kultur, predlaga Edmund Leach, meja in prehod ločuje posvetno od svetega in ta vrata so velika. V hindujski tradiciji je to zavrženo v korist odprte in difuzne arhitekture, kjer sekularni svet ni bil ločen od svetega, ampak je prehajal in se prelival v sveto. Hindujski tempelj ima strukturne stene, ki so bile običajno vzorčene znotraj mreže 64 ali druge geometrijske postavitve. Kljub temu je bila postavitev odprta z vseh strani, razen osrednjega prostora z eno samo odprtino za darsano. Tempeljski prostor je razporejen v vrsti dvorišč (mandapa). Najbolj oddaljene regije lahko vključujejo negativno in trpečo stran življenja s simboliko zla, asura in rakšaš; toda v majhnih templjih je ta plast opuščena. Ko je ta zunanja regija prisotna, se razprši v naslednjo notranjo plast, ki premosti kot človeški prostor, čemur sledi še en notranji prostor Devika padas in simbolična umetnost, ki vključuje pozitivno in veselo stran življenja o dobrem in bogovih. Ta božanski prostor se nato koncentrično razprši navznoter in dvigne gosta v jedro templja, kjer prebiva glavni murti, pa tudi prostor za Puruša in ideje, ki veljajo za najbolj sveta načela v hindujski tradiciji. Edmund Leach meni, da je simbolika v umetnosti in templjih hinduizma podobna tistim v krščanstvu in drugih večjih svetovnih religijah.

## Družbene funkcije hindujskih templjev
Hindujski templji so služili kot jedra pomembnih družbenih, gospodarskih, umetniških in intelektualnih funkcij v starodavni in srednjeveški Indiji. Burton Stein navaja, da so južnoindijski templji upravljali funkcijo regionalnega razvoja, kot so namakalni projekti, melioracija zemljišč, pomoč po nesrečah in obnova. Te dejavnosti so plačali z darovi (melvarum), ki so jih zbrali od bhakt. Po mnenju Jamesa Heitzmana so te donacije prihajale iz širokega spektra indijske družbe, od kraljev, kraljic, uradnikov v kraljestvu do trgovcev, duhovnikov in pastirjev. Templji so upravljali tudi z zemljišči, ki so jih obdarili njegovi bhakte po svoji smrti. Zaposlili bi najrevnejše. Nekateri templji so imeli veliko zakladnico z zlatimi in srebrnimi kovanci in ti templji so služili kot banke.
Hindujski templji so sčasoma obogateli z donacijami kraljevih pokroviteljev in zasebnikov. Večji templji so postali delodajalci in pokrovitelji gospodarske dejavnosti. Sponzorirali so melioracijo zemljišč in izboljšave infrastrukture, pravi Michell, vključno z gradnjo objektov, kot so rezervoarji za vodo, namakalni kanali in nove ceste. Zelo podroben zgodnji zapis iz leta 1101 navaja več kot 600 zaposlenih (brez duhovnikov) templja Brihadisvara v Thandžavurju, ki je še vedno eden največjih templjev v Tamil Naduju. Večina je delala s krajšim delovnim časom in za nagrado prejela uporabo tempeljske kmetijske zemlje. Za tiste, ki so bili tako zaposleni v templju, so po Michellu »nekatere brezplačne storitve običajno veljale za obvezne, kot je vleka tempeljskih voz ob festivalskih priložnostih in pomoč, ko se je začel velik gradbeni projekt«. Templji so služili tudi kot zatočišča v času političnih nemirov in nevarnosti.
V sodobnem času je proces gradnje hindujskega templja s strani izseljencev in diaspor iz Južne Azije služil tudi kot proces gradnje skupnosti, družbenega prizorišča za mreženje, zmanjšanje predsodkov in skupno iskanje državljanskih pravic.

### Knjižnica rokopisov
John Guy in Jorrit Britschgi trdita, da so hindujski templji služili kot središča, kjer so starodavne rokopise rutinsko uporabljali za učenje in kjer so besedila prepisovali, ko so se obrabila. V južni Indiji so templji in z njimi povezani mutci služili skrbniškim funkcijam in v templjih je bilo napisanih, pomnoženih in ohranjenih veliko število rokopisov o hindujski filozofiji, poeziji, slovnici in drugih temah. Arheološki in epigrafski dokazi kažejo na obstoj knjižnic, imenovanih Sarasvati-bhandara, ki so verjetno datirane v zgodnje 12. stoletje in so zaposlovale knjižničarje, povezane s hindujskimi templji.
Arheologi so v hindujskih templjih na Baliju v Indoneziji in v kamboških templjih iz 10. stoletja, kot sta Angkor Wat in Banteaj Srei, odkrili rokopise na palmovih listih, imenovane lontar, v namenskih kamnitih knjižnicah.

### Tempeljske šole
Napisi iz 4. stoletja našega štetja kažejo na obstoj šol okoli hindujskih templjev, imenovanih Ghatikas ali Mathas, kjer so preučevali Vede. V južni Indiji so se vedske šole v 9. stoletju pri hindujskih templjih imenovale Calai ali Salai, ki so nudile brezplačno namestitev in prenočišče študentom in učenjakom. V templjih, povezanih z gibanjem Bhakti v zgodnjem 2. tisočletju, so prevladovali nebrahmani. Ti so prevzeli številne izobraževalne funkcije, vključno z razstavljanjem, recitiranjem in javnimi diskurzi sanskrtskih in vedskih besedil. Nekatere tempeljske šole so nudile širok spekter študija, od hindujskih svetih spisov do budističnih besedil, slovnice, filozofije, borilnih veščin, glasbe in slikanja. Do 8. stoletja so hindujski templji služili tudi kot družabno prizorišče za teste, debate, ekipna tekmovanja in vedske recitale, imenovane Anjonjam.

## Slogi
Hindujski templji so na različnih lokacijah, od katerih vsak vključuje različne metode gradnje in sloge:
- Gorski[59] templji, kot je Masrur
- Jamski[60] templji, kot so Čandrabhaga, Čalukja in Jame Elora
- Stopničaste templje, kot so Mata Bhavani, Ankol Mata in Hucimalugudi[61]
- Gozdni templji, kot sta Kasaun in Kusama[62]
- Templji ob reki in ob morju, kot je Somnath.

### Stopničasti templji
V sušnih zahodnih delih Indije, kot sta Radžastan in Gudžarat, so hindujske skupnosti zgradile velike vodnjake, ki so služili kot edini vir vode v sušnih mesecih, služili pa so tudi kot družabna zbirališča in so imeli verski pomen. Ti spomeniki so se spuščali v zemljo proti podzemni vodi, do sedem nadstropij in so bili del tempeljskega kompleksa. Ti vav (dobesedno stopničasti vodnjaki) so imeli na stenah zapletene umetniške reliefe s številnimi murtiji in podobami hindujskih božanstev, vodnih duhov in erotičnega simbolizma. Stopničasti vodnjaki so dobili ime po hindujskih božanstvih; na primer Mata Bhavanijev stopničast tempelj, Ankol Mata Vav, Sikotari Vav in drugi. Tempelj se je gibal od majhne enojne stopnje (celične) strukture do velikih kompleksov. Ti stopničasti vodnjaki in njihovi tempeljski kompleksi so različno datirani od poznega 1. tisočletja pr. n. št. do 11. stoletja n. št. Od teh je Rani ki vav s stotinami umetniških reliefov, vključno s številnimi avatarji božanstev Višnuja, vpisan na Unescov seznam svetovne dediščine.

### Jamski templji
Indijska v skalo vklesana arhitektura se je v 1. tisočletju n. št. razvila v tempeljskem slogu v Maharaštri. Templji so izklesani iz enega samega kosa skale kot celoten tempelj ali izklesani v jami, da izgledajo kot notranjost templja. Tempelj jame Elora je primer prvega, medtem ko so jame Elephanta predstavnik drugega sloga. Jame Elephanta sestavljata dve skupini jam – prva je velika skupina petih hindujskih jam, druga pa je manjša skupina dveh budističnih jam. Hindujske jame vsebujejo v skalo vklesane kamnite skulpture, ki predstavljajo hindujsko sekto Šaiva, posvečeno bogu Šivi.

## Umetnost v hindujskih templjih
Tipičen starodavni hindujski tempelj ima obilje umetnosti – od slik do kipov, od simboličnih ikon do gravur, od premišljene postavitve prostora do zlitja matematičnih načel s hindujskim občutkom za čas in kardinalnost.
Starodavna sanskrtska besedila razvrščajo murtije in slike na več načinov. Na primer, ena metoda razvrščanja je dimenzionalnost dokončanja:
- Čitra: slike, ki so tridimenzionalne in popolnoma oblikovane
- Čitrardha: slike, ki so vgravirane v pol reliefu
- Čitrabhasa: slike, ki so dvodimenzionalne, kot so slike na stenah in tkaninah

Drug način razvrščanja je glede na izrazno stanje slike:
- Raudra ali Dugra: so slike, ki naj bi prestrašile, vzbujale strah. Te imajo običajno široke, okrogle oči, nosijo orožje, imajo lobanje in kosti kot okras. Te murtije so častili vojaki pred odhodom v vojno ali ljudje v času stiske ali groze. Templji božanstev Raudra niso bili postavljeni v vaseh ali mestih, ampak vedno zunaj in na oddaljenih območjih kraljestva.[66]
- Šanta in saumja: sta podobi, ki sta bili mirni, miroljubni in izražata ljubezen, sočutje, prijaznost in druge vrline v hindujskem panteonu. Te podobe bi med drugim nosile simbolične ikone miru, znanja, glasbe, bogastva, rož in čutnosti. V starodavni Indiji so bili ti templji prevladujoči v vaseh in mestih.

Hindujski tempelj lahko vključuje murti ali podobe ali pa tudi ne, večji templji pa običajno vključujejo. Osebni hindujski templji doma ali puščavnik imajo lahko pada za jogo ali meditacijo, vendar so brez antropomorfnih predstavitev boga. Narava ali druge umetnosti ga lahko obdajajo. Za hindujskega jogina, pravi Gopinath Rao, tistega, ki je v sebi spoznal Jaz in Univerzalni princip, ni potrebe po templju ali božanski podobi za čaščenje. Tistim, ki še niso dosegli te višine spoznanja, pa so kot ena od duhovnih poti v hindujskem načinu življenja ponujene različne simbolične manifestacije s podobami, murtiji in ikonami ter miselni načini čaščenja. Zdi se, da nekateri starodavni hindujski spisi, kot je Jabaladaršana Upanišadašš, podpirajo to idejo.
शिवमात्मनि पश्यन्ति प्रतिमासु न योगिनः ।

अज्ञानं भावनार्थाय प्रतिमाः परिकल्पिताः ॥५९॥

- जाबालदर्शनोपनिषत्
Jogin zaznava boga (Šivo) v sebi; slike so za tiste, ki tega znanja še niso dosegli.— Jabaladarsana Upanišad, verse 59
Vendar pa bhakte, ki si prizadevajo za osebni odnos z Vsevišnjim Gospodom, ki ga častijo na različne načine kot Krišno ali Šivo, na primer, po navadi obrnejo takšne hierarhične poglede na samouresničitev, saj menijo, da je osebna oblika božanstva kot vir Brahma-džjoti ali luč, v katero impersonalisti v skladu s svojimi ideali nameravajo spojiti sebe in svoje individualne identitete, bo dobrohotno sprejel čaščenje skozi arca vigraho, avtorizirano obliko, zgrajeno ne v skladu z domišljijo, ampak v zasledovanju svetopisemskih navodil.